# هژمونی
فَرادستی، سلطه‌گری یا هِژِمونی (به فرانسوی: Hégémonie) مفهومی است برای توصیف و توضیحِ نفوذ و تسلط یک گروهِ اجتماعی بر گروهی دیگر، چنان‌که گروهِ مسلط (فَرادست) درجه‌ای از خشنودی گروهِ تحتِ سلطه (فُرودست) را به‌دست می‌آورد و با «تسلط داشتن به دلیلِ زورِ صِرف» فرق دارد.هژمونی تسلط یا کنترل سیاسی، اقتصادی یا نظامی یک دولت بر دیگران است در معنی کلی‌تر نفوذ و تسلط یک جمع یا نهاد بر یک جامعه.
به‌طور کلی این واژه به مفهوم تسلّط و برتری است که عبارت است از چیره‌دستی و نفوذ بیشتر در امور دیپلماسی و روابط دیپلماتیک بین دولت‌ها. برخی از پژوهشگران در حیطهٔ نفوذ نظامی نیز این واژه را به کار برده‌اند، مانند نفوذ نظامی ایالات متحده در جهان در سده بیست و یکم.
به‌طور کلی (هِژِمونی)  در گفتارهای سیاسی گوناگون می‌تواند با معانی دیگری نیز ارائه شود.

## ریشه‌یابی
هژمونی از واژه یونانی هِگِمونیا (ἡγεμονία) گرفته شده که به معنای سلطان یا تسلط بر دیگری است. یونانیان باستان از این اصطلاح برای نشان دادن تسلط سیاسی-نظامی یک شهر بر شهر دیگر استفاده می‌کردند. بین سده‌های هشتم و یکم پیش از میلاد دولت اسپارت بر اتحادیه پلوپونزی تسلط داشت.

## در سطح بین‌المللی
هژمونی در روابط بین‌الملل که فرادستی، سلطه‌جویی، چیرگی‌خواهی، سیادت‌طلبی و استیلاخواهی هم گفته‌شده، به وجود یک قدرت بدون رقیب جهانی که هیچ منازعی در سطح جهان نداشته باشد گفته می‌شود.
میان دولت‌ها همواره رقابتی برای اعمال قدرت در سطح جهان یا منطقه وجود دارد، نمونه آن می‌تواند رقابت چین و ایالات متحده آمریکا برای افزایش نفوذ در جهان باشد.
پس از جنگ‌های جهانی اول و دوم، گروه جدیدی از دولت‌های فرادست (مسلط) شکل گرفت؛ این دولت‌ها عبارت بودند از: چین، فرانسه، اتحاد جماهیر شوروی، انگلیس و ایالات متحده؛ که تا کنون به عنوان کشورهای دارای حق وتو در سازمان ملل متحد حضور دارند. این کشور‌ها دارای بالاترین سطح فرادستی (هژمونی) در جهان هستند. البته باید در نظر داشت که اتحاد جماهیر شوروی و ایالات متحده پس از جنگ جهانی دوم، به‌عنوان دو ابرقدرت اصلی جهان، هژمونی اصلی را در جهان داشتند.
پس از فروپاشی اتحاد جماهیر شوروی و پشت سر گذاشتن یک دورهٔ ده ساله فترت از سال ۲۰۰۱ میلادی و به دنبال حملات ۱۱ سپتامبر ایالات متحده آمریکا وارد سطحی بالاتر از فرادستی در جهان شده است.

## مفهوم فرادستی در مارکسیسم
فرادستی اصطلاحی است که در نوشته‌های برخی از مارکسیست‌های سدهٔ بیستم (به ویژه آنتونیو گرامشی) به کار می‌رود. مراد از آن چیرگی مادی و معنوی یک طبقه بر طبقات دیگر است، چنان‌که در اصطلاح «سلطه‌جویی بورژوایی» به کار رفته است. تأکید این اصطلاح بر آن است که طبقهٔ مسلط نه تنها از نظر سیاسی و اقتصادی جامعه را زیر نظارت دارد، بلکه شیوهٔ خاص نگرش خویش به جهان و انسان و روابط اجتماعی را نیز چنان همه‌گیر می‌کند که به صورت «عقل سلیم» در می‌آید و آنانی که زیر تسلط هستند این نگرش را همچون پاره‌ای از «نظم طبیعی» جهان می‌پذیرند. آنچه از این بینش نتیجه می‌شود آن است که انقلاب نه تنها قدرت سیاسی و اقتصادی را از طبقه‌ای به طبقه‌ای دیگر می‌سپارد، بلکه از راه صورت‌های تازه‌ای از تجربه و آگاهی، می‌باید، «سلطه‌جویی» دیگری بیفزاید. این نظریه با دید آشنای مارکسیستی فرق دارد که کار اصلی را تغییر آیهٔ اقتصادی جامعه می‌داند و بر آن است که تغییر روبنا بازتابی از تغییر «زیربنا» است، بلکه از این دید، مبارزه برای «سلطه‌جویی» (یعنی رهبری معنوی) نخستین کار مهم است و حتی فاکتوری مهم برای هر تغییر بنیادی است.
کارل مارکس معتقد است که مراد از هژمونی این است که طبقه حاکم می‌تواند بر آداب و رسوم و ارزش‌های نظام اجتماعی تأثیر بگذارد.
هژمونی از واژهٔ یونانی «هژمون» به معنای رئیس یا فرمانروا است و اشاره دارد به تسلط یا تفوّق کشوری بر کشورهای دیگر از طریق دیپلماسی یا تهدید به اطاعت یا پیروزی نظامی. با این حال این واژه اغلب به مفهوم مورد نظر «آنتونیو گرامشی» متفکّر مارکسیست و نویسندهٔ ایتالیایی به کار می‌رود که دلالت بر تسلّط و استیلای یک طبقه نه فقط از جنبه اقتصادی بلکه از همهٔ جنبه‌های اجتماعی، سیاسی و ایدئولوژیک دارد. به نظر «گرامشی»، سلطهٔ سرمایه‌داران تنها به‌وسیلهٔ فاکتورهای اقتصادی تأمین نمی‌شود. بلکه نیازمند قدرت سیاسی و نیز یک سیستم یا دستگاه عقیدتی یا ایدئولوژیک است که کارش فراهم کردن موجبات رضایت طبقه تحت سلطه می‌باشد. این دستگاه در جوامع سرمایه‌داری عبارتند از نهادهای جامعه مدنی مثل دولت، احزاب، کلیسا، مساجد، خانواده و حتی اتحادیه‌های کارگری. ثبات جوامع سرمایه‌داری نیز ناشی از سلطهٔ ایدئولوژیکی دستگاه حاکم بر طبقه کارگر است. «گرامشی» اعتقاد دارد که این سلطه نمی‌تواند کامل باشد، زیرا عقل سلیم که ناشی از تجربه نزدیک است، به طبقهٔ کارگر یک نوع آگاهی می‌بخشد که نقطهٔ مقابل آن، نوع آگاهی است که طبقهٔ سرمایه‌دار بر آن تحمیل می‌کند. به نظر «گرامشی» اگر این آگاهی انقلابی توسط روشنفکران تقویت شود به صورت یک نیروی کارآمد درمی‌آید. از نظر وی مبارزه طبقاتی تا حدود زیادی، کشمکش بین گروه‌های روشنفکری است که یکی در خدمت طبقه سرمایه‌دار و دیگری در خدمت طبقه کارگر است.
به عبارتی می‌توان گفت که هژمونی اصطلاحی است که «گرامشی» آن را باب کرده تا چگونگی سلطهٔ یک طبقه بر طبقهٔ دیگر را به وسیلهٔ آمیزه‌ای از وسائل سیاسی و ایدئولوژیکی وصف کند. با اینکه نیروی سیاسی (جبر) همواره دارای اهمیت است امّا نقش ایدئولوژی در تحصیل رضایت طبقات تحت سلطه حتی ممکن است از آن هم مهم‌تر باشد. موازنهٔ میان جبر و رضایت، از جامعه‌ای به جامعهٔ دیگر فرق می‌کند؛ به‌طوری که اهمیّت دوّمی در جوامع سرمایه‌داری بیشتر است.
از نظر «گرامشی» دولت ابزار اصلی نیروی جبر است ولی تحصیل رضایت از راه سلطهٔ ایدئولوژیک به‌ وسیلهٔ سایر نهادها محقق می‌شود.
بنابراین هر چه قدرت جامعهٔ مدنی بیشتر باشد احتمال حصول سلطه با وسائل ایدئولوژیکی بیش‌تر است؛ و از طرفی نیز نامحتمل است که سلطه هرگز بتواند کامل باشد. به عنوان مثال در جامعهٔ سرمایه‌داری معاصر، طبقهٔ کارگر آگاهی دوگانه‌ای دارد که قسمتی از آن را ایدئولوژی طبقهٔ سرمایه‌دار تعیین می‌کند ولی قسمت دیگر آن انقلابی است و به‌وسیلهٔ تجاربی تعیین می‌شود که کارگران از جامعهٔ سرمایه‌داری دارند؛ و برای سرنگون کردن جامعهٔ سرمایه‌داری، کارگران باید نخست ایدئولوژی خود را که از آگاهی انقلابی‌شان سرچشمه می‌گیرد به حداکثر رسانند.

## پی‌نوشت‌ها
1. ↑  ویکی انگلیسی، برگرفته از Joseph, Jonathan (2002), Hegemony: a realist analysis, New York: Routledge, ISBN
2. ↑  آشوری، داریوش، دانشنامه سیاسی، چاپ شانزدهم، تهران، انتشارات مروارید، ۱۳۸۷، صفحهٔ ۸۷